# Ramón Freire y Serrano
Ramón Freire y Serrano   (Santiago de Xile, 29 de novembre de 1787 - Santiago de Xile, 9 de desembre de 1851), oficial i polític xilè, fou president de Xile des d'abril de 1823 fins a juliol de 1826, i en segon mandat des de gener de 1827 fins a maig del mateix any.
De família famosa a Xile, fou l'avi del conegut compositor i pianista Osmán Pérez Freire.